# Хам Хин Чхоль
У цьому корейському імені прізвище (Хам) стоїть перед особовим ім'ям.
Хам Хин Чхоль (кор. 함흥철, 17 листопада 1930, Сеул — 11 вересня 2000) — південнокорейський футболіст, що грав на позиції воротаря. По завершенні ігрової кар'єри — тренер.
Виступав, зокрема, за національну збірну Південної Кореї, з якою згодом працював як тренер.

## Клубна кар'єра
Народився 17 листопада 1930 року в Сеулі. На клубному рівні грав за команду «Дахан Тунгстен». 

## Виступи за збірну
1954 року отримав свій перший виклик до складу національної збірної Південної Кореї. Того ж року був включений до її заявки для участі у чемпіонаті світу 1954 року, проте на «мундіалі» основним голкіпером збірної був Хон Док Йон, а Хам Хин Чхоль був його дублером.
Дебютував же за збірну Південної Кореї лише 1956 року в іграх відбору на тогорічиний Кубок Азії. Також був основним голкіпером безпосередньо на цій першій в історії першості Азії, що проходила в Гонконзі і де його команда стала чемпіонами континенту. За чотири роки також захищав ворота Південної Кореї на домашньому кубку Азії 1960 року, де допоміг їй захистити титул чемпіонів Азії.
Загалом протягом кар'єри у національній команді, яка тривала 12 років, провів у формі головної команди країни 40 матчів.

## Кар'єра тренера
16 липня 1972 року вперше був призначений головним тренером національної збірної Південної Кореї, яка під його керівництвом до кінця року провела 19 матчів.
Згодом керував національною командою під час 35 ігор у період з листопада 1974 до травня 1976 року, а також 21 гри протягом березня 1978 — березня 1979.
Останнім місцем тренерської роботи був клуб «Аллелуя», головним тренером команди якого Хам Хин Чхоль був з 1982 по 1985 рік.
Помер 11 вересня 2000 року на 70-му році життя.
| Дата       | Місто        | Господарі         | Результат | Гості             | Турнір                    | Голи | Примітки |
| ---------- | ------------ | ----------------- | --------- | ----------------- | ------------------------- | ---- | -------- |
| 25-2-1956  | Маніла       | Філіппіни         | 0 – 2     | Південна Корея    | Відбір до Кубка Азії 1956 | -    |          |
| 21-4-1956  | Сеул         | Південна Корея    | 3 – 0     | Філіппіни         | Відбір до Кубка Азії 1956 | -    |          |
| 26-8-1956  | Сеул         | Південна Корея    | 2 – 0     | Тайвань           | Відбір до Кубка Азії 1956 | -    |          |
| 2-9-1956   | Тайбей       | Тайвань           | 1 – 2     | Південна Корея    | Відбір до Кубка Азії 1956 | -1   |          |
| 6-9-1956   | Гонконг      | Південна Корея    | 2 – 2     | Гонконг           | Кубок Азії 1956           | -2   |          |
| 8-9-1956   | Гонконг      | Ізраїль           | 1 – 2     | Південна Корея    | Кубок Азії 1956           | -1   |          |
| 15-9-1956  | Гонконг      | Південна Корея    | 5 – 3     | Південний В'єтнам | Кубок Азії 1956           | -3   |          |
| 18-2-1958  | Гонконг      | Гонконг           | 3 – 2     | Південна Корея    | товариський матч          | -3   |          |
| 26-5-1958  | Токіо        | Південна Корея    | 2 – 1     | Сінгапур          | Азійські ігри             | -1   |          |
| 28-5-1958  | Токіо        | Південна Корея    | 5 – 0     | Іран              | Азійські ігри             | -    |          |
| 30-5-1958  | Токіо        | Південна Корея    | 3 – 1     | Південний В'єтнам | Азійські ігри             | -1   |          |
| 31-5-1958  | Токіо        | Південна Корея    | 3 – 1     | Індія             | Азійські ігри             | -1   |          |
| 1-6-1958   | Токіо        | Тайвань           | 3 – 2     | Південна Корея    | Азійські ігри             | -2   |          |
| 1-9-1959   | Куала-Лумпур | Південний В'єтнам | 3 – 2     | Південна Корея    | Pestabola Merdeka 1959    | -3   |          |
| 5-9-1959   | Куала-Лумпур | Японія            | 0 – 0     | Південна Корея    | Pestabola Merdeka 1959    | -    |          |
| 6-9-1959   | Куала-Лумпур | Південна Корея    | 3 – 1     | Японія            | Pestabola Merdeka 1959    | -1   |          |
| 7-9-1959   | Куала-Лумпур | Малайзія          | 2 – 4     | Південна Корея    | товариський матч          | -2   |          |
| 6-8-1960   | Куала-Лумпур | Південна Корея    | 2 – 0     | Індонезія         | Pestabola Merdeka 1960    | -    |          |
| 8-8-1960   | Куала-Лумпур | Південна Корея    | 3 – 1     | Гонконг           | Pestabola Merdeka 1960    | -1   |          |
| 10-8-1960  | Куала-Лумпур | Південний В'єтнам | 0 – 0     | Південна Корея    | Pestabola Merdeka 1960    | -    |          |
| 11-8-1960  | Куала-Лумпур | Південна Корея    | 3 – 3     | Сінгапур          | Pestabola Merdeka 1960    | -3   |          |
| 14-8-1960  | Куала-Лумпур | Малайзія          | 0 – 0     | Південна Корея    | Pestabola Merdeka 1960    | -    |          |
| 14-10-1960 | Сеул         | Південна Корея    | 5 – 1     | Південний В'єтнам | Кубок Азії 1960           | -1   |          |
| 17-10-1960 | Сеул         | Південна Корея    | 3 – 0     | Ізраїль           | Кубок Азії 1960           | -    |          |
| 21-10-1960 | Сеул         | Південна Корея    | 1 – 0     | Тайвань           | Кубок Азії 1960           | -    | 47'      |
| 6-11-1960  | Сеул         | Південна Корея    | 2 – 1     | Японія            | Відбір до ЧС 1962         | -1   |          |
| 11-6-1961  | Токіо        | Японія            | 0 – 2     | Південна Корея    | Відбір до ЧС 1962         | -    |          |
| 8-10-1961  | Белград      | Югославія         | 5 – 1     | Південна Корея    | Відбір до ЧС 1962         | -5   |          |
| 18-10-1961 | Анкара       | Туреччина         | 1 – 0     | Південна Корея    | товариський матч          | -1   |          |
| 22-10-1961 | Рамат-Ган    | Ізраїль           | 1 – 1     | Південна Корея    | товариський матч          | -1   |          |
| 28-10-1961 | Янгон        | Бірма             | 1 – 3     | Південна Корея    | товариський матч          | -1   |          |
| 4-11-1961  | Бангкок      | Таїланд           | 1 – 4     | Південна Корея    | товариський матч          | -1   | 10'      |
| 26-11-1961 | Сеул         | Південна Корея    | 1 – 3     | Югославія         | Відбір до ЧС 1962         | -3   |          |
| 24-8-1962  | Джакарта     | Південна Корея    | 2 – 0     | Індія             | Азійські ігри             | -    |          |
| 27-8-1962  | Джакарта     | Південна Корея    | 3 – 2     | Таїланд           | Азійські ігри             | -2   |          |
| 30-8-1962  | Джакарта     | Південна Корея    | 1 – 0     | Японія            | Азійські ігри             | -    |          |
| 1-9-1962   | Джакарта     | Малайзія          | 1 – 2     | Південна Корея    | Азійські ігри             | -1   |          |
| 4-9-1962   | Джакарта     | Індія             | 2 – 1     | Південна Корея    | Азійські ігри             | -2   |          |
| 12-10-1962 | Сеул         | Південна Корея    | 2 – 0     | Індонезія         | товариський матч          | -    |          |
| 14-10-1962 | Сеул         | Південна Корея    | 2 – 0     | Індонезія         | товариський матч          | -    |          |
| Усього     |              | Матчів            | 40        |                   | Голів                     | -44  |          |

## Титули і досягнення
Гравець
- Срібний призер Азійських ігор: 1954, 1958
- Володар Кубка Азії: 1956, 1960

Тренер
- Переможець Азійських ігор: 1978